# Gle Aluepineung
Gle Aluepineung är en kulle i Indonesien.   Den ligger i provinsen Aceh, i den västra delen av landet, 1 800 km nordväst om huvudstaden Jakarta. Toppen på Gle Aluepineung är 90 meter över havet.
Terrängen runt Gle Aluepineung är platt åt nordost, men åt sydväst är den kuperad.Runt Gle Aluepineung är det ganska glesbefolkat, med 47 invånare per kvadratkilometer. Närmaste större samhälle är Sigli, 15,4 km sydost om Gle Aluepineung. Omgivningarna runt Gle Aluepineung är en mosaik av jordbruksmark och naturlig växtlighet.